# 特低頻

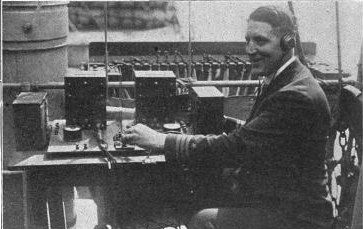
聆聽1920年安布羅斯海峽領航電纜的500Hz信號

| 特低頻（ULF）                                    |
| ------------------------------------------------ |
| 每秒週期： 300Hz 至 3kHz 波長： 1,000km 至 100km |

特低頻（英語：ULF, Ultra Low Frequency）是指由國際電信聯盟定義的頻帶由300Hz到3000Hz的無線電波，波長為1,000km至100km。

## 應用
特低頻可以在磁層發現到，這些波是近地等離子體環境中的重要物理過程。ULF波的速度通常與阿爾文波速度相關，後者取決於環境磁場和等離子體質量密度。特低頻可以用於礦井中的通信，也可以作勘探地質和地震用，因為它可以穿透地球。

## 地震
某些地震監測站報告說，有時地震發生之前，會偵測到大量特低頻信號。一個顯著的例子發生在1989年加利福尼亞州的馬普里塔地震之前，儘管隨後的研究表明這只不過是傳感器故障。2010年12月9日，地質學家宣布，在2010年海地地震發生前一個月，DEMETER衛星觀測到海地上空的特低頻急劇增加。研究人員正試圖更多地了解這種相關性，以確定這種方法是否可以用作地震預警系統的一部分。

## 外部連結
- NASA ELF -> VLF 接收器 （页面存档备份，存于）